# 朴重陽
朴 重陽（ぼく じゅうよう、パク・チュンヤン、朝鮮語:박중양、1874年/1872年 - 1955年/1959年）は、大韓帝国と日本統治時代の官僚であり、政治家、思想家でもある。貴族院朝鮮勅選議員を務めた。日本統治時代における親日派の一人である。
日本名は山本信、朴忠重陽（ぼくただ じゅうよう）。字は源根、号は海岳。本貫は密陽朴氏。

## 生涯
京畿道の楊州に生まれた。彼の誕生年には、1872年と1874年という二つの説がある。彼の祖先は、鄕吏身分だったが没落、父は異郷で他人の家の作男、下人役で生計を維持した。1897年、官費留学生として日本へ渡って東京青山学院中学部に入学し、1900年に卒業した。同年、東京簿記学校へ入学し、1903年に卒業して帰国した。日本への留学中は伊藤博文の門下生だった。1905年、日露戦争に日本軍の通訳として従軍。同年、軍務部主事、軍器廠主事などを歴任して1906年に日本で行われた観兵式に派遣された。1907年、農商工部主事、晋州判官、大邱郡守兼慶尚北道観察使書理などを歴任した。1907年、大邱守兼慶尚北道観察使書理に在職中、大韓帝国政府の許可なしに大邱邑城を解体した。以後、全羅南道観察使、平安南道観察使兼平安南道税務署税務官、1908年に慶尚北道観察使などを歴任した。平安南道と慶尚北道に在職していた時、大韓帝国政府の改革令によって断髪令を強行した。
1910年8月、忠清南道観察使として赴任したが、直後の韓国併合後も留任し、忠清南道道長官を務めた。1915年に中枢院参議となり、1921年に黄海道知事、1923年に忠清北道知事を務めた。1925年に俗離山で飲酒した際、寺院の女僧を強姦致死させた疑いで待機発令となった。
1927年、中枢院参議となり1928年に黄海道知事となったが、1929年中枢院参議に戻った。1936年、中枢院顧問となり、1943年には中枢院副議長となった。1938年、朝鮮総督府の戦時諮問機関である時局対策調査委員会委員、1941年朝鮮臨戦報国団の顧問となり、太平洋戦争時はシンガポールと台湾の駐在日本軍の慰問を行ったりもした。1943年、国民総力朝鮮連盟参与に任命された。
1945年2月、勲一等などの叙勳を受け、同年4月3日に貴族院朝鮮勅選議員となった。同年4月に朝鮮人参政権が許可されると、彼は尹致昊と感謝使節団の代表として日本を訪問した。彼は朝鮮人の可能性を徹底的に否定した。朝鮮の民度を批判しながらも、学校や教育施設に寄付、奨学金を支給していた尹致昊とは異なり、朝鮮の発展の可能性は皆無であると見ていた。1946年7月4日、資格消滅となり貴族院議員を退任した。
1949年1月、反民族行為特別調査委員会に検挙されたが、無罪を主張して所信を曲げなかった。同委員会は、「朴重陽は体は韓国人だったが、心と行動は完全に日本人だった。」と評価した。彼は李承晩、李始榮、咸台永を疑似愛国者として嘲笑し、戦争が起こり米軍が撤退すれば李承晩のような者は逃走すると語り、強制的に精神病院へ送られることもあった。死亡年については1955年と1959年の二つの説が存在する。2004年、親日反民族行為者に認定され彼の財産は没収された。

## 栄典
- 従三位[3]
- 1945年（昭和20年）2月10日 - 勲一等瑞宝章[10]

## 著書
- 『朴重陽日記』
- 『述懐』